# Juice Leskinen
 (janvier 2019).
Si vous disposez d'ouvrages ou d'articles de référence ou si vous connaissez des sites web de qualité traitant du thème abordé ici, merci de compléter l'article en donnant les références utiles à sa vérifiabilité et en les liant à la section « Notes et références ».
Juhani Leskinen, dit Juice Leskinen, né le 19 février 1950 à Juankoski en Finlande et mort le 24 novembre 2006  à Tampere, est un auteur-compositeur-interprète finlandais, parmi les plus populaires de Finlande. Sa musique couvre une large gamme de styles, mais elle est le plus souvent d'ascendance classic rock.

## Biographie

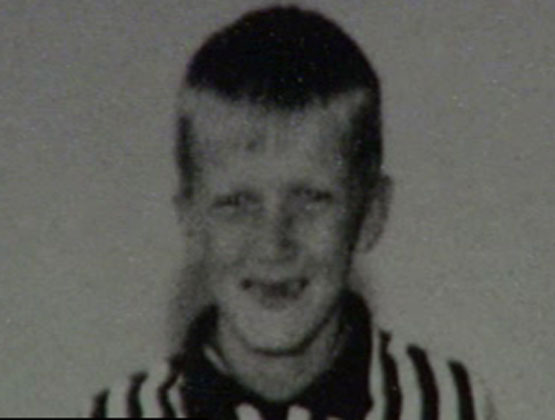
Juhani Leskinen enfant (avant 1966).

Juhani Leskinen nait le 19 février 1950 à Juankoski, une petite ville industrielle de la Savonie du Nord. Son père, Pauli Heikki Leskinen, était un ouvrier qui travaillait dans le transport du bois.
Juice Leskinen est connu pour ses textes empreints de poésie et d'ironie. 
Figure légendaire de la Finlande de la fin du XXe siècle, son aura dépassait largement ses seules qualités musicales.
Après de longs problèmes de santé, il meurt le 24 novembre 2006 à l'Hôpital universitaire de Tampere.

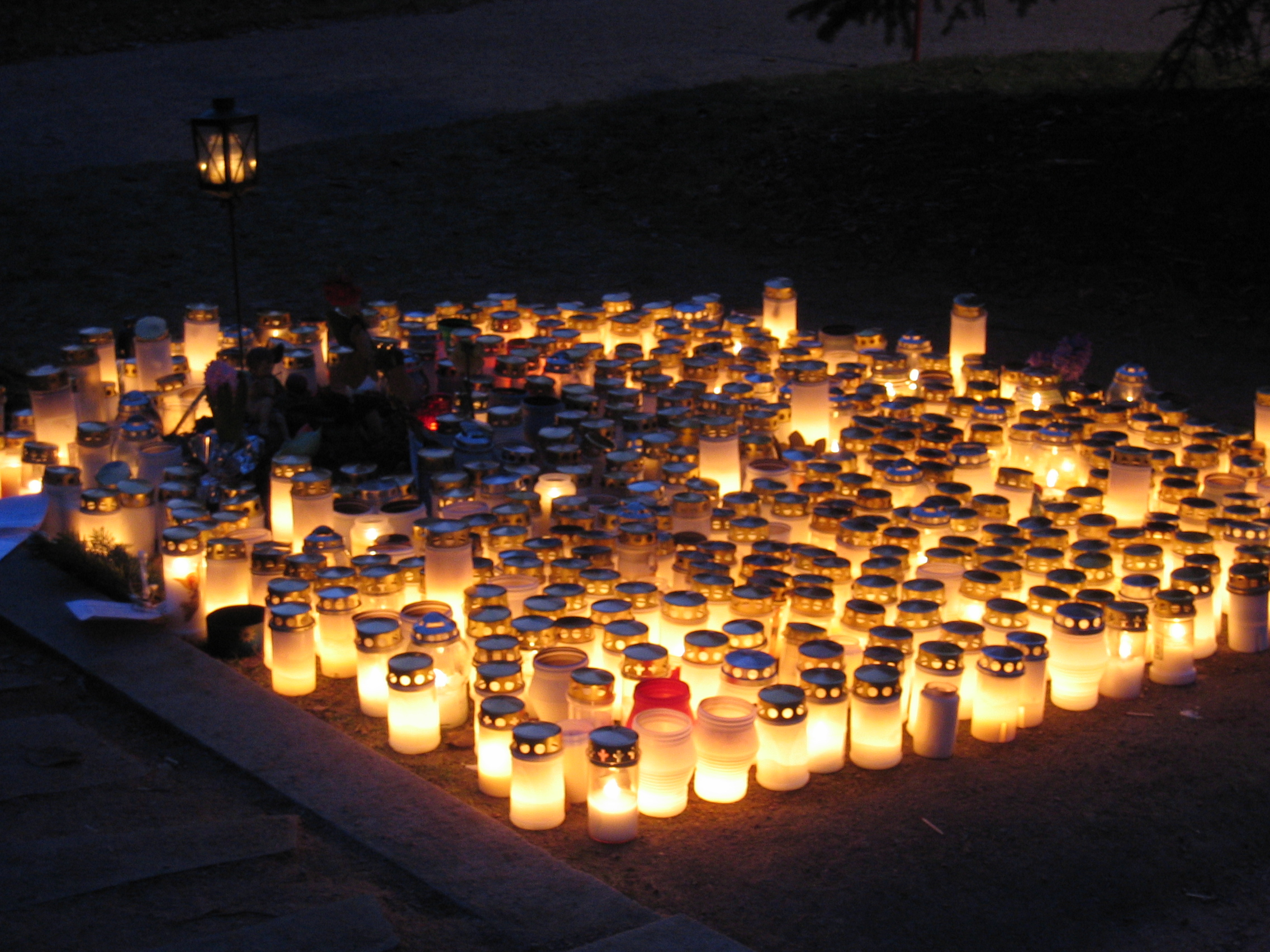
La tombe de Juhani Leskinen en 2006.

## Discographie
La discographie de Juice Leskinen comprend :
- 1973 Juice Leskinen & Coitus Int.: Juice Leskinen & Coitus Int
- 1974 Juice Leskinen & Coitus Int.: Per Vers, runoilija
- 1975 Juice Leskinen & Mikko Alatalo: Juice ja Mikko
- 1976 Juice: Keskitysleirin ruokavalio
- 1977 Juice: Lahtikaupungin rullaluistelijat
- 1978 Juice Leskinen Slam: Tauko I
- 1978 Välikausitakki: Välikausitakki
- 1979 Juice Leskinen Slam: Tauko II
- 1980 Juice Leskinen Slam: XV yö (Tauko III)
- 1980 Juice Leskinen Slam: Kuusessa ollaan
- 1981 Juice Leskinen Slam: Ajan Henki
- 1981 Juice Leskinen: Dokumentti
- 1982 Juice Leskinen Grand Slam: Sivilisaatio
- 1983 Juice Leskinen Grand Slam: Deep Sea Diver
- 1983 Juice Leskinen Grand Slam: Boogieteorian alkeet peruskoulun ala-astetta varten - lyhyt oppimäärä
- 1984 Juice Leskinen Grand Slam: Kuopio-Iisalmi-Nivala (Live)
- 1985 Juice Leskinen Grand Slam: Pyromaani palaa rikospaikalle
- 1986 Juice Leskinen Grand Slam: Yölento
- 1987 Juice Leskinen: Minä
- 1990 Juice Leskinen: Sinä
- 1991 Juice Leskinen Grand Slam: Taivaan kappaleita
- 1992 Juice Leskinen Etc.: Simsalabim Jim
- 1993 Juice Leskinen: Haitaribussi
- 1996 Juice Leskinen: Kiveä ja sämpylää
- 2000 Juice Leskinen: L
- 2002 Juice Leskinen: Vaiti, aivan hiljaa
- 2004 Juice Leskinen & Mikko Alatalo: Senaattori ja boheemi

## Filmographie
- The Saimaa Gesture (1981)

## Prix et récompenses
- Prix Juha Vainio, 1991